# Врачи Дамаска
Координация врачей Дамаска (иногда называемая врачами Дамаска) — сеть медицинских работников, оказывающих тайную медицинскую помощь пострадавшим во время гражданской войны в Сирии гражданским лицам. Группа оказывает помощь прохожим, лишённым регулярной медицинской помощи из-за продолжающегося насилия, а также раненым протестующим, которым может угрожать опасность во время регулярных зачисток местных больниц. По данным Amnesty International, раненым протестующим грозят аресты и пытки, если их найдут в сирийских больницах, а в некоторых случаях медицинский персонал даже участвовал в пытках пациентов. В других случаях раненых оппозиционеров насильно отключали от медицинского оборудования, в том числе респираторов. Летом 2011 года Координация врачей построила подпольный полевой госпиталь для лечения растущего числа раненых.
Один из основателей организации, доктор Ибрагим Отман, стал одним из самых разыскиваемых сирийским правительством людей за его работу с группой. 11 декабря 2011 года силы оппозиции объявили, что он был убит сирийскими силами безопасности при попытке бегства в Турцию.
В 2011 году чешская неправительственная организация «Человек в беде» присудила группе премию «Человек человеку», отметив «выдающееся мужество и усилия, которые они демонстрируют, рискуя своей жизнью, помогая гражданским лицам, пострадавшим в результате жестоких репрессий со стороны нынешнего сирийского режима».